# Mesomerodon gilletti
Mesomerodon gilletti är en skalbaggsart som beskrevs av Soula 2008. Mesomerodon gilletti ingår i släktet Mesomerodon och familjen Rutelidae. Inga underarter finns listade i Catalogue of Life.